# Norte Goiano
Norte Goiano is een van de vijf mesoregio's van de Braziliaanse deelstaat Goiás. Zij grenst aan de deelstaten Tocantins in het noorden en Bahia in het noordoosten en de mesoregio's Leste Goiano in het oosten en zuidoosten, Centro Goiano in het zuidwesten en Noroeste Goiano in het westen. De mesoregio heeft een oppervlakte van ca. 56.509 km². Midden 2004 werd het inwoneraantal geschat op 278.591.
Twee microregio's behoren tot deze mesoregio:
- Chapada dos Veadeiros
- Porangatu

Mesoregio's: Centro Goiano · Leste Goiano · Noroeste Goiano · Norte Goiano · Sul Goiano

Microregio's: Anápolis · Anicuns · Aragarças · Catalão · Ceres · Chapada dos Veadeiros · Entorno de Brasília · Goiânia · Iporá · Meia Ponte · Pires do Rio · Porangatu · Quirinópolis · Rio Vermelho · São Miguel do Araguaia · Sudoeste de Goiás · Vale do Rio dos Bois · Vão do Paranã